# B-JUNK
『B-JUNK』（ビージャンク）は、2002年4月から2005年4月1日まで、TBSラジオをキー局にJRN系で生放送されていた平日深夜のラジオ番組放送枠。

## 概要
『Ride on music!』の後番組としてスタート。2003年9月までは関東ローカル扱いの番組で、地方のJRN系列局ではこの時間帯に関東24時台の『Junk』（旧:Be@t B@by!!）を録音で放送していた。同年10月以降は、JRN系列全国ネット（MBS・ABCは編成上と諸般の都合によりネットせず。RABも2003年10月 - 2004年3月までは月 - 火のみ当番組をネット。）となった。
水曜日の『中川家のネコ電』は、以前は月曜24時台（27時台）Junk枠から移動したため、TBSラジオ以外のネット局では実質的には曜日移動となった。
2005年4月にタイトルが『JUNK2』に変更され、同時に木曜日の『スピードワゴンのキャラメル on the beach』以外の全ての番組が入れ替えとなった。

## 各年度の放送内容
○印は前身の『Ride on music!』より継続。
●印は後継の『JUNK2』に移動。

### 2002年4月～2003年3月
- ナビゲーター：矢村貴子○
  - 月曜日　「TOWER RECORDS サテライトアワー」
  - 火曜日　「ランク Junk Box」
  - 水曜日　「えんたま・ナイト」
  - 木曜日　「Next Tracks Neo」（P.I.MONSTER(～2002年9月)→スピードワゴン(2002年10月～)）
  - 金曜日　「金曜ダメだしジャンボリー」（行達也）

### 2003年4月～2003年9月
- ナビゲーター：矢村貴子
  - 月曜日　「TOWER RECOMMENDS」
  - 火曜日　「火曜さすらいジャンボリー」（行達也）
  - 水曜日　「水曜ナイト・フィーリング」（伊藤浩樹）
  - 木曜日　「Next Tracks Neo」（スピードワゴン）
  - 金曜日　「ランク Junk Box」

### 2003年10月～2005年3月
- ここから、矢村が全曜日のナビゲーターから外れて曜日パーソナリティの1人となる。
  - 月曜日　「TOWER RECOMMENDS」（矢村貴子）
  - 火曜日　「MUSIC VIBRATOR」（矢村貴子）※2004年10月より行達也・矢野絢子が加入。
  - 水曜日　「中川家のネコ電」（中川家）※『Junk』月曜24時台から移動。
  - 木曜日　「スピードワゴンのキャラメル on the beach」（スピードワゴン）●※本枠終了後、『JUNK2』木曜日（のち水曜日）に移動、2007年3月まで継続。
  - 金曜日　「ランク Junk Box」（矢村貴子・オノアヤコ）